# Élection présidentielle togolaise de 2005
 (mars 2024).
Si vous disposez d'ouvrages ou d'articles de référence ou si vous connaissez des sites web de qualité traitant du thème abordé ici, merci de compléter l'article en donnant les références utiles à sa vérifiabilité et en les liant à la section « Notes et références ».
L'élection présidentielle togolaise de 2005 a eu lieu le 24 avril 2005.
Faure Gnassingbé est élu à la présidence.

## Contexte
L'élection inquiète vivement les organisations des droits de l'homme et l'opposition togolaise qui, compte tenu des précédentes élections, craignent des fraudes électorales massives. Un des principaux opposants, Gilchrist Olympio, n'est pas autorisé à se présenter en raison de son exil en France. La Constitution prévoit en effet qu'un candidat à l'élection présidentielle doit vivre sur le sol togolais l'année précédant l'élection. Cette règle empêchera également Kofi Yamgnane, ancien ministre français possédant la double nationalité de se présenter malgré son souhait.
Quatre candidats sont autorisés à se présenter :
- Faure Gnassingbé, soutenu par le Rassemblement du peuple togolais (RPT) ;
- Emmanuel Bob Akitani, candidat de la coalition de l'opposition radicale, soutenu par Gilchrist Olympio ;
- Harry Olympio, candidat du Rassemblement pour le soutien à la démocratie et au développement (RSDD, opposition modérée) ;
- Nicolas Lawson, homme d'affaires qui annonce le retrait de sa candidature le 22 avril.

En avril, l'opposition dénonce les conditions de préparation de l'élection dont la date est fixée au 24 avril. Elle demande son report et la révision des listes électorales. Plusieurs radios indépendantes sont suspendues par décision gouvernementale. Un collectif d’organisations non gouvernementales, dont Amnesty International et la Fédération internationale des ligues des droits de l'Homme (FIDH) estime que la libre participation au processus électoral n'est pas garantie.
Le 22 avril 2005, deux jours avant le scrutin, François Boko, ministre de l'Intérieur du gouvernement intérimaire, considéré comme proche de Faure Gnassingbé Eyadema, demande le report du scrutin. Il dénonce dans une conférence de presse, « un processus électoral suicidaire » en soulignant les risques de violences, des manquements graves dans la préparation de ce scrutin et « un regain de discours tribal, régionaliste et xénophobe ». Il est aussitôt limogé et se réfugie à l'ambassade d'Allemagne.
Les contestations surgissent dès le processus de découpage électoral : les cartes d'électeurs sont délivrées en priorité dans les régions favorables au pouvoir en place alors que dans les bastions de l'opposition, les électeurs peinaient à recevoir le document officiel.

## Déroulement
Le 24 avril, jour du scrutin, de nombreux incidents ont eu lieu pendant le déroulement du vote. Au moment du dépouillement des violences éclatent à la suite de mouvements de foule dénonçant des vols d'urnes par l'armée, et divers autres incidents de ce type. Plusieurs dizaines de morts et des blessés sont à déplorer.

## Proclamation des résultats
Le 26 avril 2005, Faure Gnassingbé Eyadema est déclaré vainqueur des élections d'après des résultats provisoires.
Le 29 avril 2005, la « déclaration à propos des résultats provisoires du scrutin présidentiel », de la coalition de l'opposition, relève les points de contestation de ce scrutin, dont les résultats auraient été proclamés au détriment d'Emmanuel Bob Akitani, le principal opposant de ce scrutin.

## Résultats
|                                   | Faure Gnassingbé                  | RPT                               | 1 327 537 | 60,22 |  |  |
|                                   | Emmanuel Bob Akitani              | UFC                               | 841 797   | 38,19 |  |  |
|                                   | Nicolas Lawson                    | PRR                               | 22 980    | 1,04  |  |  |
|                                   | Harry Olympio                     | RSDD                              | 12 033    | 0,55  |  |  |
|                                   |                                   |                                   |           |       |  |  |
| Votes valides                     | Votes valides                     | Votes valides                     | 2 204 347 | 96,33 |  |  |
| Votes blancs et nuls              | Votes blancs et nuls              | Votes blancs et nuls              | 83 932    | 3,67  |  |  |
| Total                             | Total                             | Total                             | 2 288 279 | 100   |  |  |
| Abstention                        | Abstention                        | Abstention                        | 1 311 027 | 36,42 |  |  |
| Nombre d'inscrits / participation | Nombre d'inscrits / participation | Nombre d'inscrits / participation | 3 599 306 | 63,58 |  |  |

## Rapport des observateurs
Une initiative d'ONG françaises et allemandes a suivi sur place les conditions du scrutin. Ils font une conférence de presse le 28 avril 2005 à Ouagadougou.
Les chrétiens des diocèses catholiques du Togo organisent une observation discrète et méthodique du déroulement du vote qu'ils consignent dans un rapport qui confirme de nombreuses et importantes irrégularités au détriment d'Emmanuel Bob Akitani.
Les observations bénévoles laissent suspecter un surnombre de 900 000 électeurs sur un corps électoral d'environ 2 500 000 personnes.

## Réactions

### Au Togo
Dès la fin du scrutin, dimanche 24 avril, alors que des informations circulent sur des bourrages d'urnes et des bulletins brûlés par l'armée, des incidents éclatent à Lomé entre des jeunes et les forces de l'ordre faisant trois morts. Gilchrist Olympio, fils de Sylvanus Olympio et chef de l'Union des forces de changement (UFC) déclare sur l'antenne de Radio France internationale : « Nous surveillons la situation de très près. Il y a eu une fraude massive et cela m'étonnerait que nous acceptions les résultats ».
À l'annonce de l'élection de Faure Gnassimbé, de nombreux jeunes partisans de l'opposition descendent dans la rue au cri de « on nous a volé notre victoire ». Ils érigent des barricades et brûlent des pneus. L'armée intervient et lance des grenades lacrymogènes. Des affrontements violents ont lieu aussi bien dans la capitale que dans de nombreuses villes du pays forçant des milliers de Togolais à l'exil au Bénin. Le Haut Commissariat des Nations unies pour les réfugiés (HCR) dénombre plus de 26 000 réfugiés togolais dans ce pays. De nombreuses agressions vers des ressortissants étrangers, et en particulier français, sont déplorées.
Le 27 avril, alors que les émeutes sont toujours en cours, Emmanuel Bob Akitani, candidat de l'UFC et principal adversaire du fils du dictateur défunt, s'autoproclame président. Il demande à ses partisans de rester mobilisés. Le président par intérim a ordonné aux forces de sécurité « d’interpeller toute personne qui se mettra en travers de l’État de droit de la loi républicaine » considérant cette déclaration « fantaisiste, nulle et non avenue ».
Un rapport de la Ligue togolaise des droits de l'Homme (LTDH) dénonce les « crimes abominables perpétrés par les putschistes contre le peuple togolais » et dénombre 21 morts et 163 blessés avant la campagne et 790 morts et 4 345 blessés entre le début de celle-ci et le 5 mai. « Soit au total 5 319 victimes occasionnées par la répression organisée par le gouvernement ».
Après un appel au calme, Faure Gnassimbé a invité l'opposition à composer un gouvernement d'union nationale. L'offre est déclinée par Gilchrist Olympio.

### A l'international
En France, fréquemment soumise aux accusations de néocolonialisme pour sa complaisance avec les dictatures d'Afrique noire, Jacques Chirac déclare regretter la perte d'un « ami personnel » après le décès de Gnassingbé Eyadema. Le ministre des affaires étrangères, Michel Barnier, déclare pour sa part au lendemain des élections : « Nous sommes heureux des conditions globalement satisfaisantes dans lesquelles se sont déroulées les élections d'hier malgré un certain nombre d'incidents », élections qu'il considère comme un « succès », alors que les médias français rapportent des fraudes massives. À l'annonce des résultats, le chef de l'État français s'adresse au nouveau président togolais en ces termes : « Permettez-moi de vous adresser mes félicitations et mes vœux de plein succès ».
Ces déclarations déclenchent un tollé, amplifié par la publication par l'opposition togolaise de notes d'informations confidentielles de la représentation de l'Union européenne dénonçant des fraudes majeures. Les États-Unis et l'Union européenne regrettent, « contrairement à la France », que le scrutin n’ait pas été « à la hauteur de ce qu'on pouvait attendre ».
La France se raccroche alors à l'avis de la Communauté économique des États de l'Afrique de l'Ouest (CEDEAO) qui déclare qu'elle considère que l'élection « répond globalement aux critères et principes universellement admis ».
Le 12 mai 2005, le Parlement européen adopte une résolution contestant la « légitimité des autorités issues du scrutin », dénonce de « graves irrégularités » et réclame la tenue de nouvelles élections, menaçant de bloquer les aides accordées par l'Union. Cette position s’appuie notamment sur un rapport confidentiel de représentants de la Commission européenne qui dénonce des fraudes massives. Il y aurait eu, d'après ce rapport, environ 900 000 électeurs fictifs dans les régions réputées favorables au pouvoir en place. Le 28 avril, Femi Falana, président de l’Association du barreau de l’Afrique de l’Ouest réclame l’annulation du l’élection présidentielle et déclare que « de former un gouvernement national sur la base des élections truquées se heurtera à la résistance du peuple togolais ».
L’Union interafricaine des droits de l’homme (UIDH) réclame l’annulation du scrutin du 24 avril, le qualifiant de « mascarade électorale » et demande la tenue d’une nouvelle élection organisée par une « vraie » commission électorale nationale indépendante avec la présence de représentants de tous les partis politiques. Elle condamne l’interdiction faite à la presse privée de couvrir la campagne électorale et les fraudes constatées dans de nombreux bureaux de vote de la capitale et dénonce la France qu’elle juge responsable des violences en cautionnant cette élection.

#### Rapport de l'ONU
Le 26 septembre 2005, une mission du Haut-Commissariat des Nations unies aux droits de l'homme, dirigée par Doudou Diène rapporteur spécial de l'ONU sur le racisme, la discrimination raciale, la xénophobie et l'intolérance, a rendu public un rapport  sur les violences qui se sont déroulées à la suite du décès du président Gnassingbé Eyadéma. Ce rapport annonce qu'entre 400 et 500 personnes ont été tuées entre le 5 février (décès du président Gnassingbé Eyadéma) et 5 mai (entrée en fonction de Faure Gnassingbé).
Les membres de l'ONU ont mené l'enquête durant dix jours au mois de juin. Et selon leur rapport, « un degré jamais enregistré de violence » a régné sur le pays. Et ce sont principalement les autorités qui en ont été la cause. Après la proclamation de la victoire de Faure Gnassingbé, le 26 avril, « les forces de l'ordre, en coordination avec des militants du parti au pouvoir, le Rassemblement du peuple togolais, ont déclenché des actions de riposte d'une grande violence » envers la réaction virulente de plusieurs adversaires du pouvoir en place. Toujours selon le rapport, des « commandos de l'armée chargés avec des véhicules préparés à cet effet non seulement d'écraser des manifestants et des militants, mais également de ramasser et de faire disparaître systématiquement les cadavres ». Des tortures « atroces et aveugles » ont été commises « à une grande échelle ». « 2 500 soldats habillés en civil et armés de coupe-coupes, machettes et gourdins cloutés auraient été regroupés en unités de 200 pour porter un appui aux militants du RPT » pour réprimer les manifestations de l'opposition. « À l’issue de leurs exactions » des militaires « auraient reçu 20 000 francs CFA chacun pour selon les traditions locales procéder à des cérémonies de purification afin d’éviter d’être poursuivis par les esprits de leurs victimes ».
Mais l'opposition n'est pas en reste. À Atakpamé (dans le centre du pays), le président d'un bureau de vote a été « brûlé vif dans sa voiture avec les urnes ». Pour répondre à cela, les forces de l'ordre ont organisé une chasse à l'homme et finalement, au moins 18 corps ont été dénombrés à la morgue. À Lomé, huit Maliens et quatre Nigériens ont été lynchés après avoir été accusés de soutenir le pouvoir. L'ONU reproche aux responsables de l'opposition de ne pas avoir maîtrisé « la violence aveugle perpétrée par leurs militants ».
Plusieurs attaques de militants de l'opposition leur ont permis de se procurer des armes légères et des moyens de radio-communications. Des « témoignages concordants sur des achats massifs de machettes par les militants et les jeunes des principales formations politiques du pouvoir comme de l’opposition » font redouter une « déstabilisation de la sous-région et une instabilité profonde et durable au Togo » .
Le trafic d'enfants, destinés à travailler dans les plantations, est également un sujet délicat.
Pour sa part, la France est critiquée sur les déclarations d'amitié de Jacques Chirac envers Gnassingbé Eyadéma et son appui aux élections organisées par le régime, qui ont été interprétés par certains comme la confirmation du soutien de la France au régime en place.

## Gouvernement d’union nationale
L’idée d’un gouvernement d’union nationale est lancé le lendemain de la proclamation des résultats par Olusegun Obasanjo, président nigérian et président en exercice de l’Union africaine qui a reçu Faure Gnassingbé Eyadema et Gilchrist Olympio, président du principal parti d’opposition, l'Union des forces de changement (UFC).
L’opposition rejettera rapidement cette idée en contestant les résultats de l’élection.
Au contraire, une frange de l'opposition modérée en accepte l’idée. Ainsi, le 2 mai, Harry Olympio appelle à la constitution d’un « gouvernement de réconciliation nationale sous le contrôle de la communauté internationale ».
Le 8 juin 2005, Edem Kodjo, président de la Convergence patriotique panafricaine (CPP, opposition modérée), est nommé premier ministre par Faure Gnassingbé Eyadema et est chargé de former un gouvernement d’union nationale.

### Filmographie
- Togo 2005 : autopsie d’une succession, film documentaire togolais d'Augustin Batita Talakeana
- Mascarade, élection présidentielle au Togo, film documentaire de Jaaryce [2]